# După-amiază
După-amiaza (sau după-masă) reprezintă perioada dintre amiază și apusul soarelui sau seara. Este momentul în care soarele coboară de la zenit spre orizontul vestic. În viața omului, aceasta ocupă aproximativ a doua jumătate a unei zile normale de lucru sau de școală.